# Tycho-1-Katalog

Die vom Tycho- und Hipparcos-Katalog erfassten Objekte im Vergleich zum gesamten Firmament. Farblegende siehe Beschreibungsseite

Der Tycho-Katalog (TYC), später Tycho-1-Katalog (TYC1)  genannt, enthält die Ergebnisse einer astronomischen Vermessung des Sternenhimmels, die der Astrometriesatellit Hipparcos von 1989 bis 1993 vorgenommen hat.
Die Publikation der Hipparcos-Messergebnisse 1997 brachte der Astrometrie einen sprunghaften Fortschritt: 
Hipparcos konnte die Sternörter, Parallaxen und Eigenbewegungen von 118.000 Sternen mit einer zuvor unerreichten Präzision von etwa 0,003"/Halbjahr bzw. 0,002"/Halbjahr vermessen; diese Daten bilden den Hipparcos-Katalog. Darüber hinaus vermaß ein zweites Instrument an Bord 1.058.332 Sterne auf immerhin ±0,02" genau; diese Daten bilden den Tycho-Katalog. Das ist 20- bis 50-mal genauer und eine viermal höhere Anzahl von Sternen, als die bis dahin üblichen Sternkataloge enthielten.
Im Jahr 2000 erschien der Tycho-2-Katalog (TYC2)  mit insgesamt 2,539,913 der hellsten Sterne, das sind 99 % der Sterne bis zu einer Magnitude von 11. Er basiert auf den gleichen Daten wie der Tycho-Katalog.
Die Inhalte des Tycho-Katalogs sind frei zugänglich. Sie erlauben jedem, Himmelsobjekte mit Teleskop und CCD-Kamera genau und halbautomatisch einzumessen.